# Estenicler
Estenicler (grec antic: Στενύκλαρος o Στενύκληρος; llatí: Stenyclarus; gentilici Στενυκλήριος) fou una ciutat del nord de Messènia i capital dels conqueridors doris, construïda per Cresfontes. L'anterior capital era Andània. La ciutat desaparegué aviat, però el seu nom restà en dues planes del nord de Messènia.